# Дяченко Яна Олександрівна
Я́на Олекса́ндрівна Дяче́нко (нар. 16 січня 1990) — українська важкоатлетка. Срібна призерка чемпіонату Європи.

## З життєпису
Народилась 1990 року. Представляла Луганську область. Здобула срібну медаль на Чемпіонаті Європи з важкої атлетики 2013 року в категорії до 48 кг.
2014-го на Чемпіонаті світу з важкої атлетики в Казахстані, увійшла до десятки найсильніших важкоатлеток у ваговій категорії до 48 кг.
2016 — бронза на чемпіонаті Європи з важкої атлетики.